# 이용일
이용일(李容一, ? ~ )은 대한민국의 축구인으로, 1952년 하계 올림픽에 참가하는 대한민국 축구 국가대표팀의 선수 겸 코치직을 수행하였다.
그 후 대한민국 축구 국가대표팀 단장 등 축구인으로서 활발하게 활동하였다.